# Liste der Umweltminister von Baden-Württemberg
Liste der Umweltminister von Baden-Württemberg.
Vor 1987 war der Bereich „Umwelt“ beim Landwirtschaftsministerium angesiedelt (siehe Liste der Landwirtschaftsminister von Baden-Württemberg).

## Umweltminister Baden-Württemberg (seit 1987)
| Name               | Amtsantritt                                   | Kabinett                        | Partei |
| ------------------ | --------------------------------------------- | ------------------------------- | ------ |
| Erwin Vetter       | 1. Juli 1987 8. Juni 1988 13. Januar 1991     | Späth III Späth IV Teufel I     | CDU    |
| Harald B. Schäfer  | 11. Juni 1992                                 | Teufel II                       | SPD    |
| Hermann Schaufler  | 11. Juni 1996                                 | Teufel III                      | CDU    |
| Thomas Schäuble    | 14. Oktober 1998                              | Teufel III                      | CDU    |
| Ulrich Müller      | 11. November 1998 12. Juni 2001               | Teufel III Teufel IV            | CDU    |
| Stefan Mappus      | 14. Juli 2004                                 | Teufel IV                       | CDU    |
| Tanja Gönner       | 29. April 2005 14. Juni 2006 24. Februar 2010 | Oettinger I Oettinger II Mappus | CDU    |
| Franz Untersteller | 12. Mai 2011 12. Mai 2016                     | Kretschmann I Kretschmann II    | Grüne  |
| Thekla Walker      | 12. Mai 2021                                  | Kretschmann III                 | Grüne  |